# Саул
Цар Сау́л (івр. שָׁאוּל, Шау́л (Шауль) букв. вимолений; грец. Σαούλ; в ісламі Талут араб. طالوت; — Згідно з Біблією та позицією частини істориків був першим царем та засновником Ізраїльсько-Юдейської держави. Роки правління Саула є предметом суперечки, але в основному вважається, що це 1067–1055 рр. до н. е.. або 1049–1007 рр.
Можливо, був реальною історичною особою.

## У Біблії
Шауль був сином знатного єврея на ім'я Кіш, з коліна Беньямінового. Він був високим на зріст (був вищим від усіх на цілу голову) і відзначався незвичайною красою.
Невдовзі після помазання Шауля Шмуель скликав народ, щоб обрати царя. Кинули жереб. Жереб упав з волі Божої на Шауля, і його було проголошено царем. Народ у захваті від його зросту і краси радісно вигукував: «Хай живе цар!»
Коли Шауля було поставлено царем, Шмуель сказав усьому народу: «Якщо боятиметеся Бога і служитимете Йому, і слухатимете голос Його, і не чинитимете спротиву повелінням Господа, і ходитимете разом з царем вашим слідом за Господом Богом Вашим, то рука Господа не буде проти вас. В іншому разі рука Господа буде проти вас».
Помазання Шауля, першого єврейського царя. 1 Сам.  9, 26–27; 10, 1
У перші часи свого царювання Шауль чинив за волею Божою, показуючи себе гідним свого обрання. Багатьма перемогами над ворогами він здобув собі любов народу. Та коли він перестав виконувати повеління Божі, став самовпевненим, то Дух Божий покинув його, і Шауль зробився похмурим та жорстоким. Остаточний розрив між представниками релігійної та світської влади стався, коли Шауль не виконав вказівки Шмуеля — повністю винищити амалекітян (1Сам 15:14-35; 28:18 ): він пощадив царя амалекітського і пригнав безліч худоби, найкращих волів і овець, під тим приводом, що їх будуть використовувати для жертвопринесення. Шмуель, дізнавшись про порушення свого наказу про тотальне знищення ворожого народу, розгнівався і сказав цареві, що слухняність краща за жертвопринесення, покірливість краща за «баранячий лій». Потім він оголосив йому, що Шауль не буде більш царем і передрік загибель всьому його потомству. Переляканий Шауль схопився за край його плаща і не відпускав, поки плащ не порвався.
Шмуель засмучувався через Шауля. Господь же сказав йому: «Чи ж довго тобі печалитися Шаулем? Піди в місто Вифлеєм, там між синами Єссея Я знайшов Собі царя». Шмуель пішов у Вифлеєм і, за вказівкою Божою, помазав на царство Давида, сина Єссеєвого, з коліна Ехудового. Дух Божий зійшов на Давида. Давид був молодший син Єссея, білявий, з гарними очима і приємним обличчям. Був спритним і відважним, мав лагідне і добре серце і славився майстерною грою на гуслях. Шауля ж охопили сум і нудьга від дії злого духа. Йому радили розважатися музикою і сказали, що у місті Вифлеємі в Єссея є син Давид, який добре грає на гуслях. Давида покликали у палац, і коли він приходив та грав на гуслях, тоді Шаулю відлягало на серці, і злий дух відступав від нього.